# Héctor Vilches
Pour les articles homonymes, voir Vilches (homonymie).
Héctor Vilches, né le 14 février 1926 à Montevideo et mort le 23 septembre 1998, est un footballeur international uruguayen évoluant au poste de défenseur.

## Biographie
Héctor Vilches évolue au club uruguayen du Club Atlético Cerro.
Il est sélectionné en équipe d'Uruguay de football où il joue dix matches et avec laquelle il remporte la Coupe du monde de football de 1950, sans toutefois avoir joué un seul match de la compétition.

## Palmarès
Avec l'équipe d'Uruguay de football
- Vainqueur de la Coupe du monde de football de 1950.